# Siewierodonczanka Siewierodonieck
Siewierodonczanka Siewierodonieck – ukraiński żeński klub piłki siatkowej z Siewierodoniecka. Założony w 1998.

## Sukcesy
- Mistrzostwo Ukrainy:
  -  2008/2009
  -  2005/2006
- Puchar Ukrainy:
  -  2008/2009